# Џорџтаун (Делавер)
Џорџтаун (енгл. Georgetown) град је у америчкој савезној држави Делавер. По попису становништва из 2010. у њему је живело 6.422 становника

## Демографија
| Група             | 2000.         | 2010.         |
| Белци             | 2.110 (45,4%) | 2.265 (35,3%) |
| Афроамериканци    | 969 (20,9%)   | 933 (14,5%)   |
| Азијати           | 12 (0,3%)     | 70 (1,1%)     |
| Хиспаноамериканци | 1.473 (31,7%) | 3.067 (47,8%) |
| Укупно            | 4.643         | 6.422         |